# Babenberg-ház
A Babenberg-ház vagy Babenbergek 976 és 1246 között a mai Ausztria elődjén, Ostmarkon (Alsó- és Felső-Ausztrián) uralkodó dinasztia. A család tagja, a III. Lipót néven uralkodó Szent Lipót Ausztria védőszentje.

## Története
A keleti frank eredetű, a frankföldi (ma bajorországi) Bambergből származó család a 10. század második felében elveszítette a Frankföld birtoklásáért folytatott harcot, s II. Ottó német-római császár jóvoltából dinasztájuk, I. Lipót (Luitpold) 976-ban Ostmark őrgrófja lett. Trónra lépésének millenniumán, 1976-ban ünnepelte Ausztria fennállásának ezredik esztendejét. Kései leszármazottja, IV. Lipót 1139-ben kiterjesztette uralmát Bajorországra, s miután bátyja, egyben utódja, II. Henrik elveszítette öccse szerzeményét, kárpótlásul ő és a Babenberg-ház további tagjai 1156-ban megkapták az örökös hercegi címet. V. Lipót 1192-ben birodalmához csatolta Stájerországot. II. (Harcias) Frigyes kihasználva a tatárok által megszorongattatott magyar király, IV. Béla helyzetét, birodalmához csatolt három magyarországi vármegyét (Pozsony, Moson és Sopron vármegyéket). Ezeket a megyéket IV. Béla még 1242-ben visszafoglalta, Frigyes azonban nem nyugodott bele elvesztésükbe és 1246 nyarán ismét megkísérelte meghódításukat. Az 1246. június 15-én lezajlott Lajta menti ütközetben – melyet szokás bécsújhelyi ütközetnek is nevezni – az erősebb nehézlovassággal rendelkező osztrákok győztek, de a csatában Frigyes is elesett, s ezzel a Babenberg-ház kihalt. Ausztria új hercege Babenberg Gertrúd férje, Badeni Hermann lett, azonban 1250-ben ő is meghalt. Az így kialakult hatalmi űrt több uralkodó is megkísérelte kihasználni. Az osztrák hercegségért folyó, több évtizedig tartó küzdelem első felében a harc IV. Béla és Nagy Ottokár között, második felében Nagy Ottokár és Habsburg Rudolf között folyt. A küzdelem végül a dürnkruti csatában dőlt el, 1278-ban, s a Babenbergek örökségét – Ausztria trónját – végül a Habsburgok szerezték meg.

## A Babenberg-ház tagjai
Ostmark őrgrófjai
- I. Lipót, 976–994
- I. Henrik, 994–1018
- I. (Győztes) Adalbert, 1018–1055
- Ernő, 1055–1075
- II. Lipót, 1075–1095
- III. (Szent) Lipót, 1095–1136
- IV. (Bőkezű) Lipót, 1136–1141

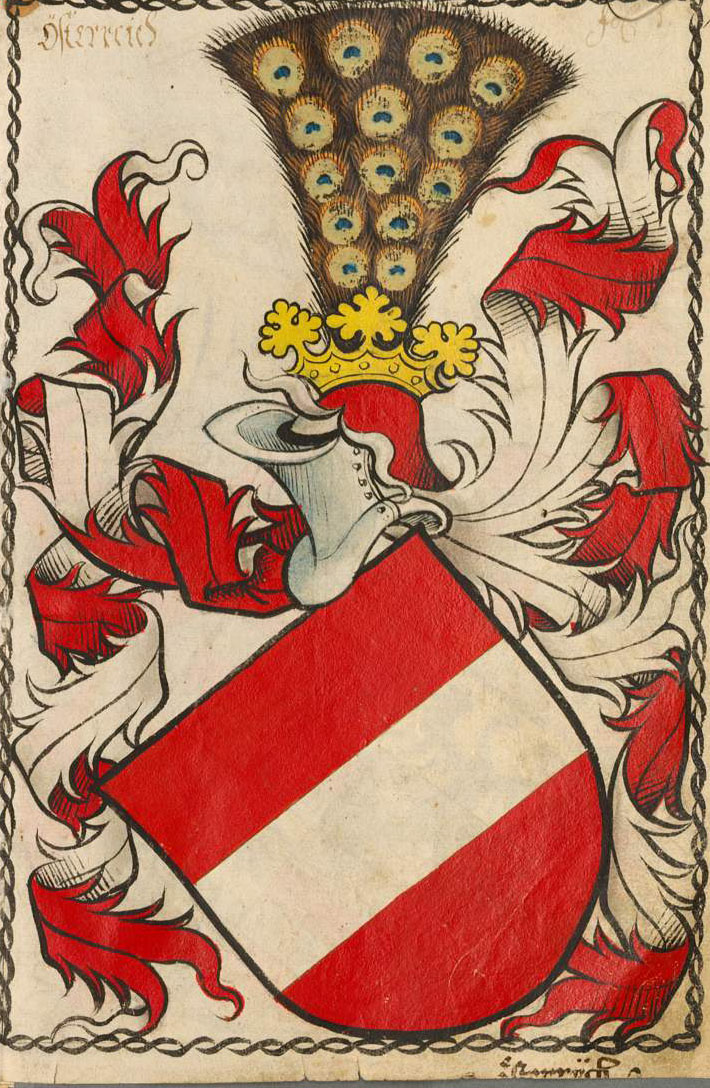
A babenbergi címer

- II. (Jasomirgott) Henrik, 1141–1177 (1156-tól mint Ausztria hercege)

Ausztria hercegei
- II. (Jasomirgott) Henrik, 1141–1177 (1156-ig mint Ostmark őrgrófja)
- V. (Erkölcsös) Lipót, 1177–1194
- I. (Katolikus) Frigyes, 1195–1198
- VI. (Dicsőséges) Lipót, 1198–1230
- II. (Harcias) Frigyes, 1230–1246